# Sarah Bollo
Sarah Bollo (Montevideo,  28 de julio de 1904 - Montevideo, 3 de marzo de 1987) fue una poeta, profesora y abogada uruguaya con una amplia producción de crítica literaria uruguaya.

## Biografía
Se graduó de maestra en 1928 y egresó de la Facultad de Derecho  de la Universidad de la República en 1942. Trabajó como maestra y profesora de literatura en diferentes instituciones educativas públicas.
Publicó su primer libro. Diálogos de las luces perdidas, en 1927.
Sus obras incluyen análisis, crítica y recopilación de diferentes autores uruguayos, y constituyen obras referenciales para el estudio de esos autores. 
En 1934 obtuvo un premio otorgado por el Ministerio de Instrucción Pública en un concurso de arte y literatura.

## Obras
- Diálogos de las luces perdidas (1927)
- Las voces ancladas (1933)
- Los nocturnos del fuego (1933)
- Regreso. Poesías religiosas. (1934)
- Baladas del corazón cercano, y otros poemas (1935)
- La poesía de Juana de Ibarbourou (1935)
- Tres ensayos alemanes (1939)
- Ciprés de púrpura (poesías, 1944)
- Ariel Prisionero.  Ariel Libertado  (1948)
- Pola Salavarrieta (tragedia, 1945)
- Antología lírica (1948)
- El modernismo en el Uruguay (1951)
- Sobre José Enrique Rodó (1951)
- Elementos de literatura griega : la tragedia, Esquilo (1951)
- Elementos de literatura griega : Generalidades sobre literatura griega: La epopeya, Homero (1958)
- Delmira Agustini espíritu de su obra (1962)
- Espirituales (1963)
- Tierra y cielo (1964)
- Diana transfigurada (1964)
- Literatura uruguaya, 1807-1965 (1965)
- Elementos de literatura latina (1965)
- Carlos Reyles (1975)
- Mundo secreto (1977)
- Prados del sueño (1981)